# Ganoidy
Ganoidy – grupa ryb w obrębie promieniopłetwych (Actinopterygii) wyróżniana dawniej w dwóch nadrzędach:
- Chondrostei – ganoidy chrzęstne
- Holostei – ganoidy kostne

Nazwa zwyczajowa ganoidy nawiązuje do obecności na ciele niektórych gatunków łusek tzw. ganoidalnych, pokrytych ganoiną.
Ganoidy nie są uznawane za takson.